# フアン・カルロス・インファンテ
フアン・カルロス・インファンテ（Juan Carlos Infante、1981年10月8日 - ）は、ベネズエラ・カラカス出身のプロ野球選手(遊撃手)。現在はイタリアンベースボールリーグのフォルティチュード・ボローニャに所属している。
第3回WBCでは、「フアン・インファンテ」、「GLOBAL BASEBALL MATCH 2015 侍ジャパン 対 欧州代表」では、「フアンカルロス・インファンテ」と表記された。

## 経歴

### エクスポズ傘下時代
モントリオール・エクスポズ（現：ワシントン・ナショナルズ）と契約を結びプロ入りを果たした。
1999年はルーキー級ガルフ・コーストリーグ・エクスポズで26試合に出場し、打率.254、3打点だった。
2000年もルーキー級ガルフ・コーストリーグでプレーし、42試合に出場。打率.238、12打点だった。

### 独立リーグ時代
2001年はアメリカ合衆国の独立リーグであるオールアメリカン・アソシエーションのフォートワース・キャッツで46試合に出場し、打率.239だった。2002年から2年間は球団に所属していない。
2004年、独立リーグであるノースイースト・リーグのニュージャージー・ジャッカルズで復帰。62試合に出場し、打率.267、4本塁打、26打点だった。2005年に再び浪人となる。

### アンツィオ時代
2006年はセリエAのオレル・アンツィオでプレーしたが、同年限りで退団。再び浪人となった。

### 独立リーグ時代
2008年は独立リーグであるカナディアン・アメリカン・リーグのオタワ・ラピッズで67試合に出場し、打率.242、1本塁打、20打点だったが、シーズン途中に退団。ゴールデンベースボールリーグのエドモントン・キャピタルズへ移籍した。エドモントンでは20試合に出場し、打率.263、1本塁打、7打点を記録した。

### ボローニャ時代
2009年にイタリアンベースボールリーグ(IBL)のフォルティチュード・ボローニャと契約を結び、35試合に出場。打率.321、2本塁打、15打点だった。また、第38回IBAFワールドカップのイタリア代表に選出されている。
2010年は42試合に出場し、打率.327、2本塁打、28打点、51安打を記録した。第31回ヨーロッパ野球選手権大会のイタリア代表に選出された。
2011年は42試合に出場し、打率.260、2本塁打、19打点、44安打を記録した。2大会連続で第39回IBAFワールドカップのイタリア代表に選出された。
2012年は42試合に出場し、打率.327、4本塁打、35打点、56安打を記録した。W杯同様2大会連続で第32回ヨーロッパ野球選手権大会のイタリア代表に選出された。
2013年開幕前の3月には第3回WBCのイタリア代表に選出された。シーズンでは24試合に出場し、打率.356、2本塁打、13打点を記録した。
オフには2013年のアジアシリーズのメンバーにも選出される。アジアシリーズ終了後に、母国ベネズエラのウィンターリーグであるリーガ・ベネソラーナ・デ・ベイスボル・プロフェシオナルに参加し、ティグレス・デ・アラグアでに所属して。ウィンターリーグでは19試合に出場し、打率.176、1本塁打、7打点を記録した。
2014年は20試合に出場し、打率.254、1本塁打、10打点を記録した。9月1日には第33回ヨーロッパ野球選手権大会のイタリア代表に選出された。
2015年2月17日に、同僚のアレッサンドロ・ヴァーリオと共に「GLOBAL BASEBALL MATCH 2015 侍ジャパン 対 欧州代表」の欧州代表に選出された。3月10日の第1戦に「1番 三塁手」として先発出場している。3月11日の第2戦には途中出場している。
オフの10月23日に第1回WBSCプレミア12のイタリア代表選手28名に選出された。

## 詳細情報

### 代表歴
- 2009 IBAFワールドカップ イタリア代表
- 2010年ヨーロッパ野球選手権大会イタリア代表
- 2011 IBAFワールドカップ イタリア代表
- 2012年ヨーロッパ野球選手権大会イタリア代表
- 2013 ワールド・ベースボール・クラシック・イタリア代表
- 2014 イタリアンベースボールウィーク イタリア代表
- 2014年ヨーロッパ野球選手権大会イタリア代表
- 2015 WBSCプレミア12 イタリア代表